# Deriva (aeronautica)
1. equilibratore
2. stabilizzatore

1. deriva
2. timone.

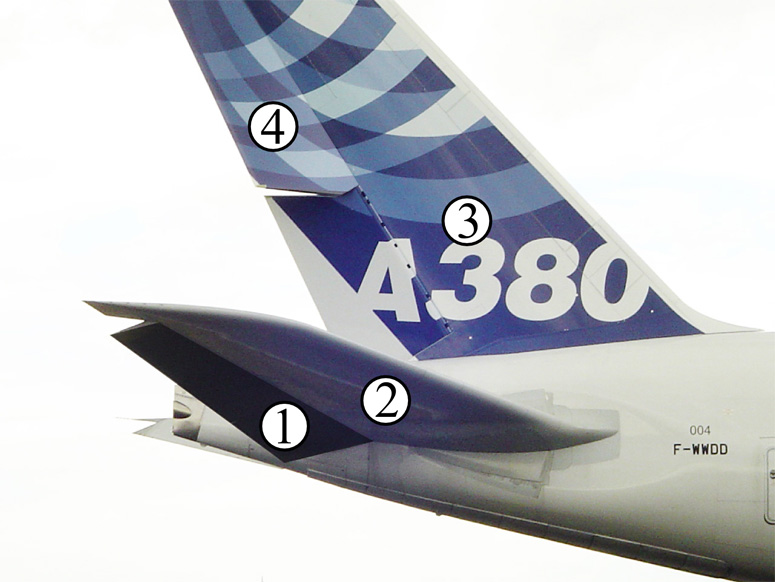
Impennaggi di coda:
- orizzontali:
- equilibratore
- stabilizzatore
- verticale:
- deriva
- timone.

La deriva è la parte anteriore fissa dell'impennaggio verticale di un aeroplano. La sua funzione principale è quella di garantire la stabilità direzionale, mentre la parte mobile, denominata timone, serve a consentire il controllo direzionale.
La deriva può essere singola o multipla, come nel caso degli impennaggi bideriva. Nella sua progettazione bisogna tenere conto dell'interferenza aerodinamica del piano orizzontale, così come della fusoliera. La deriva svolge infatti anche un ruolo fondamentale nella manovra di uscita dalla vite.

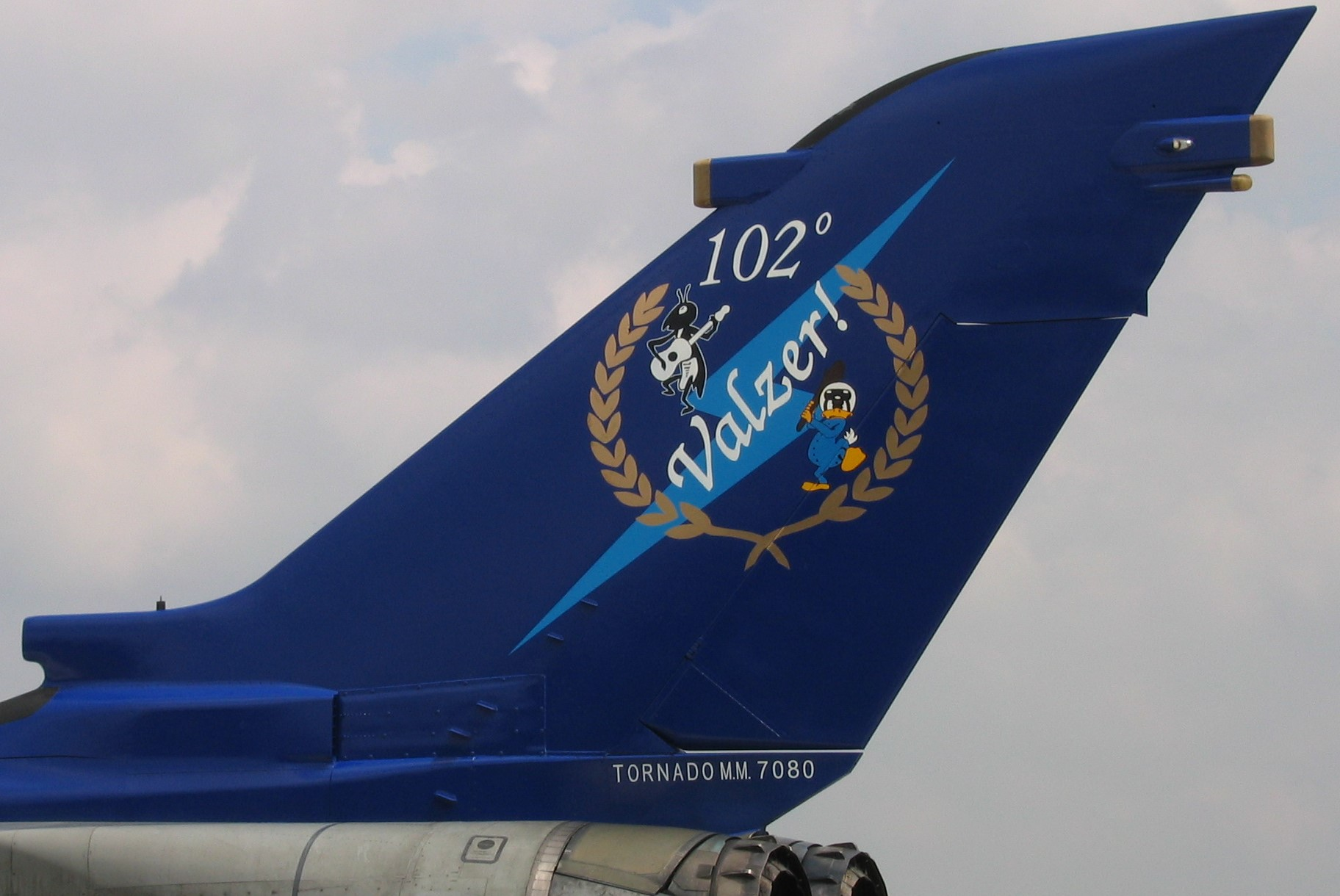
Dettaglio della deriva di un Tornado del 102º Gruppo (Aeronautica Militare) col celebre motto "Valzer!" di Giuseppe Cenni (6° St. Ghedi, 2008)